# Apollolaan 171

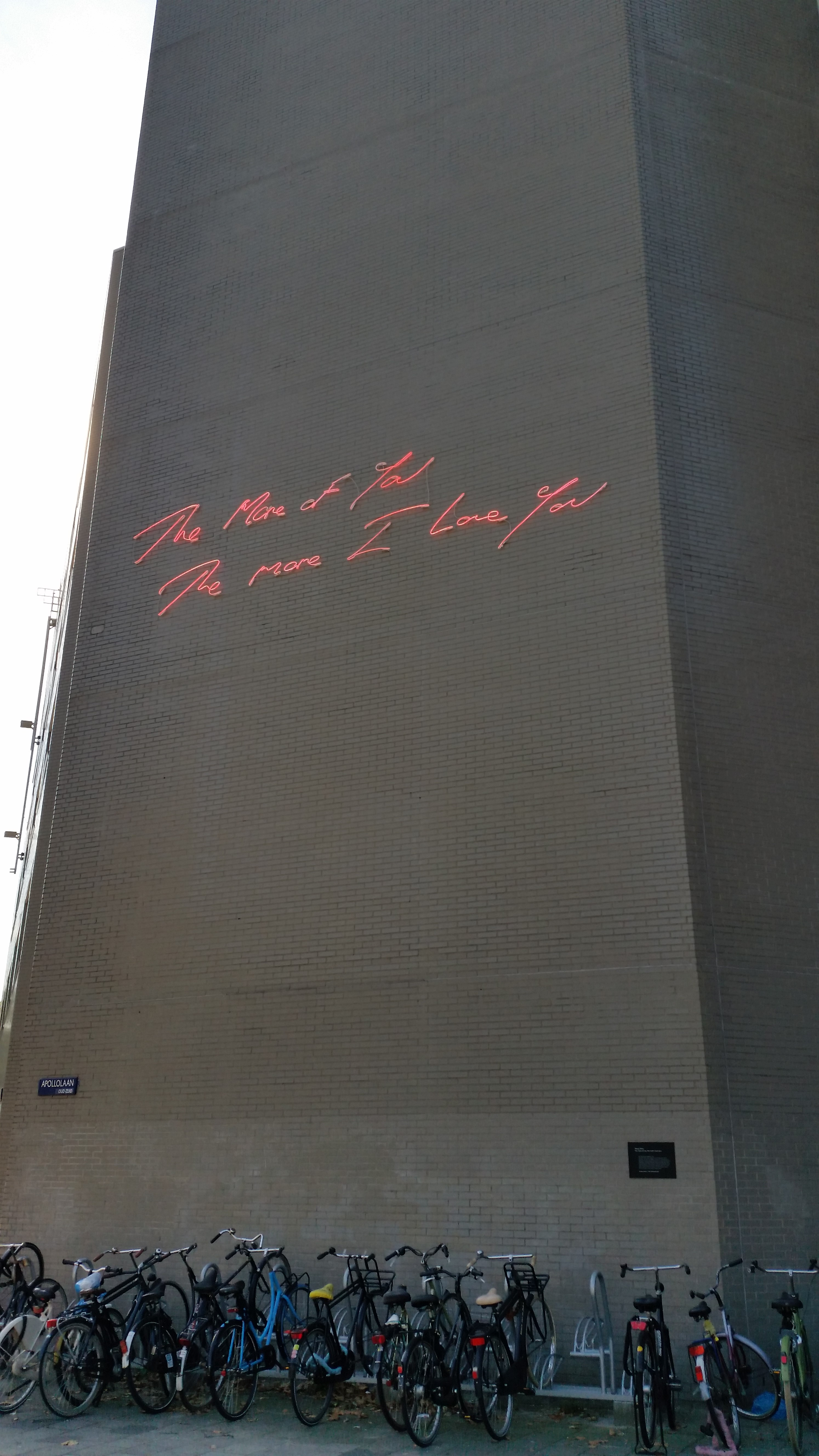
Oude gevel in 2018

Apollolaan 171 in Amsterdam is een gebouw aan de Apollolaan in Amsterdam-Zuid.

## Geschiedenis
De straat kreeg haar naam in 1925 en kreeg in de jaren daarna haar bebouwing. Het is daarom niet verwonderlijk dat de meeste bebouwing is opgetrokken in de bouwstijl Amsterdamse School. Tussen deze karakteristieke bouwstijl staat echter een aantal gebouwen van recentere datum, zoals het Hilton Amsterdam Hotel van Huig Maaskant uit 1962.   Rond de kruising met de Minervalaan staan meerdere gebouwen uit latere tijden dan de jaren twintig en dertig.
In de zuidwest oksel van die kruising stond jarenlang een noodschoolgebouw op een grasveldje aan de Apollolaan, Raphaelstraat, Michelangelostraat en Titiaanstraat. Beeldbank Amsterdam omschrijft het als “houten semipermanent schoolgebouw”. Vermoedelijk bleef dit noodgebouw langer staan dan de bedoeling was. In de jaren tachtig liet de internationale bank JPMorgan Chase hun oog op het terrein van de het noodschoolgebouw vallen. Er werd een gebouw neergezet naar een ontwerp van Wim Quist; deze eigenzinnige architect kwam voor deze plek met een gebouw dat tegen, zo wat alles bestand leek te zijn. Desondanks won hij met dit ontwerp van Rem Koolhaas. De gevel richting de Apollolaan was opgebouwd uit een geheel uit (bak)steen opgetrokken muur; ook de vleugels lieten grote delen baksteen zien. Max van Rooy van het NRC Handelsblad sabelde het gebouw neer. Hij omschreef het als nors, gebrek aan zintuigelijk vermogen, onaandoenlijk, gevoelloos, vijandelijk en vervaarlijk. Hij gaf wel toe dat de hoek monumentaal was, maar dan niet voor wat betreft schoonheid, maar meer de uitvoering; een scheef neergezette wand. Van Rooy toonde medelijden met de kantoormedewerker die er elke dag moesten werken.  Buurtbewoners spraken van een Monstrum Horrendum Ingens, waarbij de notering dat buurtbewoners tot aan de Raad van State hadden geprocedeerd. Het grote bakstenen oppervlak werd in 2017 enigszins onderbroken door neonletters die de tekst The more of you the more I love you lieten zien, een ontwerp van Tracey Emin.   
De westkant van het complex bestond uit een woningblok. 

## Vernieuwing
Het gebouw was in de aanloop naar de jaren twintig van de 21e eeuw aan herontwikkeling toe. Quist was toen al laat in de negentig, dus werd gezocht naar een nieuwe architect om het gebouw klaar te maken voor de toekomst; het werd architectenbureau Office for Metropolitan Architecture (OMA). Naar hun idee werd het gebouw tot aan de kelder totaal afgebroken, waarna een nieuw gebouw werd opgetrokken met heel veel glas in de gevels. Jaap Huisman omschreef de oudbouw nog als “gesloten massieve kolos” en “kluis”, waarover Quist achteraf ook niet (helemaal) tevreden was. Quist zou OMA nog geholpen hebben het gebouw een vriendelijker aanzicht te geven. Huisman omschreef de nieuwbouw als juist “uitnodigend bouwwerk”, aangenaam en elegant en meer passend binnen het plan dat Hendrik Petrus Berlage voor de buurt had. OMA kreeg wel allerlei restricties mee; zogenaamde postzegelarchitectuur. Het basement lag dus al vast, maar ook hoogte en uitvoering moeten (meer) passen in de omgeving. Inschakeling van OMA betekende wel dat het gebruik van bakstenen beperkt zou worden. De oplossing werd gevonden door een stemmig ingerichte gevel. Geanodiseerd aluminium houdt de glasmodules op haar plaats.
Het woningblok dat van Quist had ontworpen bleef staan. Het kunstwerk van Emin kwam terug (nu, 2025, in de hal) en nabij de toegang kwam een grote buste van Berlage. 